# تقنين الغذاء في الإسلام
يحدد الفقه الإسلامي ما هي الأطعمة المباحة (حلال أي «مشروعة») والتي هي حرام (حرام أي «غير مشروعة»). ويستمد هذا من وصايا وجدت في القرآن، وكذلك في الحديث النبوي والسنة النبوية، والمصادر التي تصنف الأشياء التي فعلها النبي محمد وتفيد التقارير الأقوال والأفعال. وتصدر ملحقات من هذه الأحكام، والفتاوى، من قبل اجتهاد إسلامي، بدرجات متفاوتة من التشدد، ولكن ليست دائما على نطاق واسع أن تكون موثوقة. وفقًا للقرآن، الأطعمة الممنوعة صراحة هي اللحوم من الحيوانات التي تموت من تلقاء نفسها بدون ذبح، والدم، ولحم الخنازير، والحيوانات المخصصة لغير الله (إما غير مخصصة لذلك أو مخصصة لعبادة الأصنام)، ولكن لا يكون الشخص مذنبًا ومرتكبًا لخطيئة في حال عدم وجود أي بديل يخلق ضرورة غير مرغوب فيها لتناول طعام غير شرعي.(القرآن 2:173) إِنَّمَا حَرَّمَ عَلَيْكُمْ الْمَيْتَةَ وَالدَّمَ وَلَحْمَ الْخِنزِيرِ وَمَا أُهِلَّ بِهِ لِغَيْرِ اللَّهِ فَمَنْ اضْطُرَّ غَيْرَ بَاغٍ وَلَا عَادٍ فَلَا إِثْمَ عَلَيْهِ إِنَّ اللَّهَ غَفُورٌ رَحِيمٌ (173)﴾
وهذا هو «قانون الضرورة» في الفقه الإسلامي: «وهذا هو الذي يجعل من الممنوع مباحًا»، والتي، في حالة القوانين الغذائية، يسمح لشخص أن يأكل الميتة أو لحم الخنزير، أو شرب النبيذ أو المشروبات الكحولية إذا كان يتضور جوعًا أو يموت من العطش (على الرغم من أن المذهب الشافعي يختلف في قضية المشروبات التي تحوي كحولًا).

## الغذاء الصحي
سلامة الغذاء هو جزء مهم من تقنين الغذاء في الإسلام.

### الذبح
الذبح الحلال (ذبيحة) هو وسيلة محددة من طقوس ذبح الحيوانات؛ فإنه لا ينطبق على معظم الحيوانات المائية. يجب ذبح الحيوان من قبل إنسان مسلم أو عن طريق واحد من أهل الكتاب، بصفة عامة، يقصد بهم المسيحيون أو اليهود، في أثناء ذكر اسم الله باللغة العربية. وفقًا لبعض الفتاوى، يجب ذبح الحيوانات على وجه التحديد من قِبل مسلم، ومع ذلك، وردت فتاوى أخرى خلاف هذا، أنه وفقًا للآية 5:05 من القرآن، يجب أن يذبح الحيوان بشكل صحيح من قبل أهل الكتاب حتى يكون حلالًا. يجب قتل الحيوان المذبوح بسرعة مع شفرة تم شحذها جيدًا. والحيوان يجب أن لا يعاني. يجب أن لا يرى النصل. يجب أن لا يرى أو يشم رائحة الدم من ذبيحة سابقة.
الحيوانات المعدة للغذاء لا يجوز قتلها بالغلي أو بالصعق بواسطة الكهرباء، وكما يجب أن تعلق الذبيحة رأسًا على عقب لمدة طويلة لتكون خالية من الدم.[بحاجة لمصدر] كل صيد البحر يعتبر حلالًا (على الرغم من أن مذهب أبى حنيفة يختلف في ذلك): أُحِلَّ لَكُمْ صَيْدُ الْبَحْرِ وَطَعَامُهُ مَتَاعًا لَكُمْ وَلِلسَّيَّارَةِ ۖ وَحُرِّمَ عَلَيْكُمْ صَيْدُ الْبَرِّ مَا دُمْتُمْ حُرُمًا ۗ وَاتَّقُوا اللَّهَ الَّذِي إِلَيْهِ تُحْشَرُونَ (القرآن 5:96.)
عمومًا ليست هناك أية قيود على استهلاك الأغذية النباتية كما تتعلق بالذبائح.

### شهادة المواد الغذائية
بسبب الارتفاع الأخير في عدد السكان المسلمين في الولايات المتحدة وأوروبا، ظهرت بعض المنظمات التي تشهد بأن المنتجات الغذائية والمكونات تفى بمعايير الذبح الحلال. والمجموعة الاستهلاكية الإسلامية هو مثال للمؤسسة التي توظف وتنظم وضع العلامات والشهادات، وذلك باستخدام H-MCG symbol, للتحديد وتفرقة المنتجات الاستهلاكية الصالحة للأكل وغير الصالحة للأكل.
في الإسلام، (حلال) هو مصطلح عربي يعني 'مشروع أو يجوز' ولا يشمل الطعام والشراب فحسب، بل شمل أمور الحياة اليومية. عندما يتعلق الأمر الطعام الحلال، فإن معظم الناس يعتقدون أن المقصود هو منتجات اللحوم فقط. ومع ذلك، يجب التأكد للمسلمين من أن جميع الأطعمة، والأطعمة المصنعة بشكل خاص، والمستحضرات الصيدلانية والمواد غير الغذائية مثل مستحضرات التجميل هي أيضا حلال.لان غالبا ما تكون هذه المنتجات تحتوي على المنتجات الحيوانية أو غيرها من المكونات التي لا يجوز للمسلم تناولها.
منذ عام 1991، اتبع مصنعوا التيار الرئيسي للحساء والحبوب ومستحضرات التجميل، والمستحضرات الصيدلانية، والأطعمة الجاهزة، وغيرها من الصناعات، فضلا عن الفنادق والمطاعم وشركات الطيران والمستشفيات وغيرهم من مقدمي الخدمات في السوق الحلال. شهادة الحلال تقول المسلمون أن المكونات وأساليب الإنتاج لمنتج ما قد تم اختبارها وأعلن عن جوازها من قبل هيئة الاعتماد. كما يسمح للشركات بتصدير المنتجات إلى معظم دول الشرق الأوسط وجنوب شرق آسيا.إن أقدم والأكثر شهرة لإصدار شهادات التصديق الحلال في الولايات المتحدة هي الخدمات الإسلامية لأمريكا.
في أوروبا، قد تم إنشاء العديد من المنظمات على مدى السنوات العشرين الماضية من أجل التصديق على المنتجات الحلال. دراسة نشرت مؤخرا من قبل الجمعية الفرنسية للمستهلكين المسلمين (ASIDCOM) يظهر أن سوق المنتجات الحلال وقد وضعت بطريقة فوضوية في أوروبا. المنظمات الشهادات الأوروبية لم يكن لديك تعريف مشترك لل«حلالا» أو المتفق عليها إجراءات المراقبة والتتبع. الضوابط التي تنفذها الوكالات فرادى كلها مختلفة جدا: فهي يمكن أن تذهب بعيدا من التدقيق السنوي للمسلخ، لفحص كل الإنتاج مع الضوابط الدائمة في مكان مستقل.
إن جعل بعض الأمور حرام من حيث إعداد الحيوان وتهيئته للتناول إن بعض الحيوانات وطرق قتلها أو إعدادها كطعام وتلك هي، المحرمات من الطعام والشراب. وتشمل هذه ما يطلق عليه الحيوانات النجسة مثل الخنازير، أو الحيوانات المريضة.

## الطعام غير المباح

### المسكرات
ثم نزلت الآية في وقت لاحق والتي ذكر فيها أن الكحول يحتوي على بعض خير وبعض الشر، ولكن الشر هو أكبر من الخير (في سورة البقرة: 219، كما يلي:
كانت الخطوة التالية في تحول الناس بعيداً عن تناول الخمر أخيرا، "الخمر والميسر" كانت تسمى "الفظائع من المعاصي التي يتسلط بها إبليس ويهدف إلى تحويل الناس بعيدا عن الله ونسيان الصلاة، وأمر القرآن المسلمين باجتنابهما.
إِنَّمَا يُرِيدُ الشَّيْطَانُ أَن يُوقِعَ بَيْنَكُمُ الْعَدَاوَةَ وَالْبَغْضَاء فِي الْخَمْرِ وَالْمَيْسِرِ وَيَصُدَّكُمْ عَن ذِكْرِ اللّهِ وَعَنِ الصَّلاَةِ فَهَلْ أَنتُم مُّنتَهُونَ
بالإضافة إلى ذلك، يمتنع معظم المسلمين المتدينين عن استهلاك المنتجات الغذائية التي تحتوي على مستخرج الفانيليا أو صلصة الصويا إذا كانت هذه المنتجات الغذائية تحتوي على الكحول؛ هناك بعض الجدل حول ما إذا كان الحظر يمتد إلى الأطباق التي سيتم طبخ الكحول بها أو إذا كان سيكون من المستحيل عمليا أن تستهلك ما يكفي من الغذاء لتصبح مخمورا. في الزيدية والمعتزلة تعتقد تلك الطوائف أن استخدام الكحول كان دائما محظورا وممنوعا ويمكن الرجوع إلى نص القرآن الآية (4:43) كما الشعور بالنعاس هو ليس أن تكون مستيقظا.
المواد التي هي المسكرات ليست محظورة على هذا النحو، على الرغم من أن استهلاكها هو. على سبيل المثال، يمكن استخدام الكحول كمطهر أو للتنظيف، ولكن ليس كشراب.

### الدم
الدم ونواتجه حرام تناوله في الإسلام، في القرآن الكريم، المائدة، الآية 3:
{حُرِّمَتْ عَلَيْكُمُ الْمَيْتَةُ وَالْدَّمُ وَلَحْمُ الْخِنْزِيرِ وَمَا أُهِلَّ لِغَيْرِ اللّهِ بِهِ وَالْمُنْخَنِقَةُ وَالْمَوْقُوذَةُ وَالْمُتَرَدِّيَةُ وَالنَّطِيحَةُ وَمَا أَكَلَ السَّبُعُ إِلاَّ مَا ذَكَّيْتُمْ وَمَا ذُبِحَ عَلَى النُّصُبِ وَأَن تَسْتَقْسِمُواْ بِالأَزْلاَمِ ذَلِكُمْ فِسْقٌ الْيَوْمَ يَئِسَ الَّذِينَ كَفَرُواْ مِن دِينِكُمْ فَلاَ تَخْشَوْهُمْ وَاخْشَوْنِ الْيَوْمَ أَكْمَلْتُ لَكُمْ دِينَكُمْ وَأَتْمَمْتُ عَلَيْكُمْ نِعْمَتِي وَرَضِيتُ لَكُمُ الإِسْلاَمَ دِيناً فَمَنِ اضْطُرَّ فِي مَخْمَصَةٍ غَيْرَ مُتَجَانِفٍ لِّإِثْمٍ فَإِنَّ اللّهَ غَفُورٌ رَّحِيمٌ }المائدة3 — القرآن الكريم، سورة 5 (المائدة- ), آية 3

### الخنزير
أكل لحوم الخنازير والمنتجات المصنوعة من لحم الخنزير حرام في الإسلام. وآيات تحريمه كثيرة في القرآن منها قوله تعالي في سورة البقرة:
﴿إِنَّمَا حَرَّمَ عَلَيْكُمُ الْمَيْتَةَ وَالدَّمَ وَلَحْمَ الْخِنْزِيرِ وَمَا أُهِلَّ بِهِ لِغَيْرِ اللَّهِ فَمَنِ اضْطُرَّ غَيْرَ بَاغٍ وَلَا عَادٍ فَلَا إِثْمَ عَلَيْهِ إِنَّ اللَّهَ غَفُورٌ رَحِيمٌ ۝١٧٣﴾ [البقرة:173]

## الروابط الخارجية
- Laws of Islam concerning food
- List of probably / possibly Haram Ingredients
- Is conventional meat Halal/Zabiha? Green Zabiha
- Learn More: Halal Knowledge Centre
- Mistakenly Consuming Alcohol